# Zangbeto

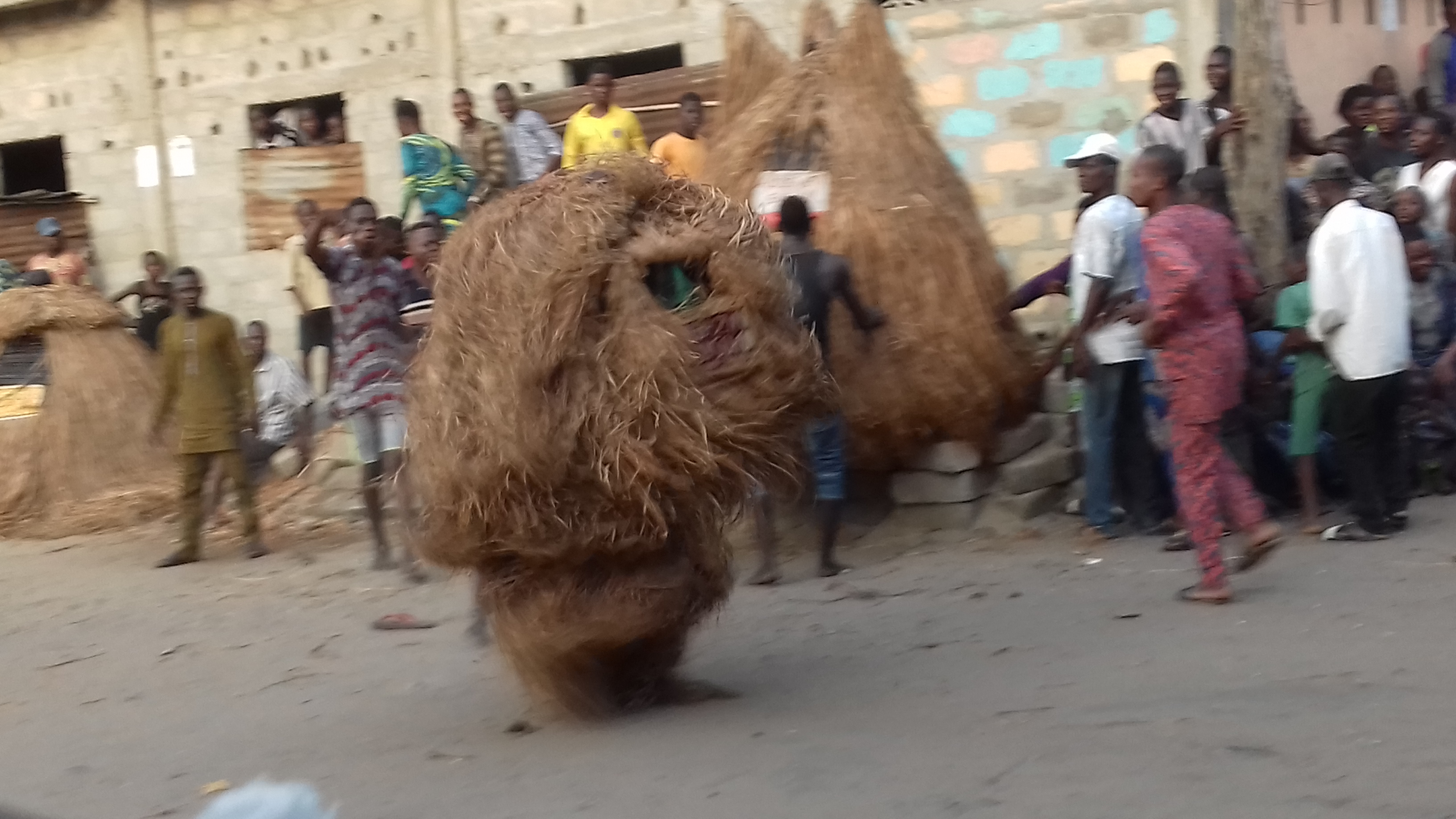
Uno de los Zangbetos más severos en Benín.

Los zangbetos son los guardianes de la noche tradicionales del vudú en la cultura de la etnia ogu o egun de Benín, Togo y Nigeria. Similares a los egungúnes, son altamente venerados y actúan como la fuerza policial no oficial patrullando las calles, vigilando a la gente y rastreando a los criminales para presentarlos a la comunidad y que sean castigados. Originalmente creados para asustar a los enemigos, se dice que los zangbetos vagan por las calles para detectar ladrones y brujas y para proveer la ley y el orden.

## Descripción
Los zangbetos se representan mediante disfraces que se fabrican asemejándose a un pajar. Una vez listos se considera que son aptos para caer en un trance que, según la tradición, permite que sus cuerpos sean habitados por espíritus que poseen un conocimiento especial de las acciones de las personas. De cualquier modo, la leyenda de los ogu dice que no hay humanos bajo el disfraz, solo espíritus de la noche.
Tradicionalmente, los zangbetos eran la policía de Benín y fueron los guardianes principales de la ley en el país antes del establecimiento oficial de la ley. Se dice que forman una sociedad secreta que solo puede ser atendida por zangbetos, y se dice que cuando están en trance tienen habilidades mágicas, como tragar esquirlas de vidrio sin recibir ningún daño y espantar incluso a las brujas.
En un trance, se dice que el zangbeto evoca un poder que habita en la tierra mucho antes de la aparición del humano y provee una fuente de conocimiento y continuidad a la gente de Benín.